# Cattedrale di Nostra Signora dell'Incarnazione (San Miguel de Tucumán)
La cattedrale di Nostra Signora dell'Incarnazione (Catedral de Nuestra Señora de la Encarnación in spagnolo) è il principale edificio religioso cattolico della città argentina di San Miguel de Tucumán. Sede dell'arcidiocesi di Tucumán, è stata dichiarata monumento nazionale nel 1941.

## Storia
Una prima chiesa fu eretta nel XVII secolo quando fu fondata la città. Negli anni quaranta del XIX secolo il governatore locale Celedonio Gutiérrez promosse la costruzione di un nuovo e più grande tempio. L'edificio fu realizzato in stile neoclassico dall'architetto francese Pedro Delgare Echeverry. La nuova cattedrale fu consacrata il 19 febbraio 1856.

## Descrizione
La facciata, racchiusa da due campanili gemelli sormontati ciascuno da una cupola, presenta un pronao sorretto da due ordini di colonne toscane. Il frontespizio è coronato dall'immagine della Vergine dell'Immacolata Concezione e da un bassorilievo dello scultore Juan Bautista Finocchiaro, che simboleggia un passo biblico riferito a Mosè nel suo viaggio attraverso il deserto, quando si riposa all'ombra di un cedro, mentre gli israeliti gli portano un grappolo d'uva, frutto della fecondità della terra promessa al popolo di Dio.
La cattedrale presenta una pianta a croce latina, con tre navate divise da colonne toscane. Le volte sono state affrescate dal francese Félix Revol.
All'interno della cattedrale riposano i resti del generale Gregorio Aráoz de Lamadrid, mentre nella cappella della fonte battesimale, lungo la parete sinistra, è custodito un crocifisso in legno proveniente dal primo insediamento di Tucumán.